# Riccardo Rognoni
Riccardo Rognoni (segle xvi i principis del segle xvii) fou un violinista i compositor italia.
Arribat fugint de Polònia, i segons se sap descendia del rei Segimon III. Fou pare del músics i compositors Francesco i Giovanni Domenico. Residí a Milà i allà també es dedicà a la composició.

## Obres
- Canzonella alla Napoletana, a 3 i 4 veus (1586).
- Passggi...nel diminuire, (1592).
- Pavane e balli...canzoni...brandi, a 4 i 5 veus (1603).